# آنا آساطریان
آنا گریگوری آساطریان ارمنی: Աննա Գրիգորի Ասատրյան؛ انگلیسی: Anna Asatryan ۱ سپتامبر ۱۹۶۸ آهنگساز و سیاستمدار اهل ارمنستان است. وی از تاریخ ۱۱ مارس ۲۰۰۹ تا ۲۰۱۸ عضو شورای عمومی جمهوری ارمنستان می‌باشد.

## زندگی‌نامه
وی در ۱ سپتامبر ۱۹۶۸ در ایروان به دنیا آمد و از کالج دولتی موسیقی رومانوس ملیکیان (۱۹۸۷)، کنسرواتوار دولتی کومیتاس ایروان (۱۹۹۲) و انستیتو هنرهای فرهنگ ملی علوم ارمنستان (۲۰۰۱) فارغ‌التحصیل شد. وی عضو اتحادیه آهنگسازان ارمنستان و اتحادیه هنرمندان نمایشی ارمنستان است. وی همچنین برندهٔ جوایزی همچون چهره هنری شایسته جمهوری ارمنستان و مدال طلای یادبود فریتیوف نانسن (۲۰۱۴) شده است.

## یادداشت
1. ↑  Հայաստանի Հանրապետության հանրային խորհրդի անդամներ
2. ↑  Theatre Workers union of Armenia